# Visszaélés méreggel
A visszaélés méreggel a közbiztonság elleni bűncselekmények csoportjába tartozó olyan bűncselekmény, mely biztosítja a veszélyes anyagokra vonatkozó előírások megtartásához fűződő társadalmi érdeket.

## Magyar szabályozás
Btk. 265. § Aki mérget jogosulatlanul készít, tart vagy forgalomba hoz, valamint aki a mérgek visszaélésszerű felhasználásának megakadályozására avagy más személyek veszélyeztetésének kizárására előírt intézkedések megtételét elmulasztja, vétséget követ el, és egy évig terjedő szabadságvesztéssel, közérdekű munkával vagy pénzbüntetéssel büntetendő.

### Elkövetési tárgy
A bűncselekmény elkövetési tárgya a méreg: minden olyan anyag, amelynek belégzése, lenyelése vagy bőrön át történő felszívódása már igen kis mennyiségben is halált okoz vagy súlyos egészségkárosodást okoz. Ártalmas anyag: halál ill. súlyos egészségkárosodás okozására alkalmas. Veszélyes anyag: maró, irritáló, izgató, túlérzékenységet okozó, a mutagén, a reprodukciót károsító anyag.

### Elkövetési magatartás
A bűncselekmény elkövetési magatartásai a méreg jogosulatlan készítése, tartása, forgalomba hozása, valamint a mérgek visszaélésszerű felhasználásának megakadályozására avagy más személyek veszélyeztetésének kizárására előírt intézkedések megtételét elmulasztása (pl.: gyermekbiztos zár).